# رولانیوار
رولانیوار (به مجاری:  Révleányvár) یک منطقهٔ مسکونی در مجارستان است که در ناحیه تسیگاند واقع شده‌است.